# Есенціалізм
Есенціалізм  (від лат. essentia «сутність», «буття») —  це уявлення про те, що філософія чи наука може досягнути та представити абсолютну істину, наприклад, необхідні або значущі сутності об'єктів, теоретичне та філософське наста́влення, яке характеризується приписуванням деякій сутності незмінного набору якостей і властивостей (наприклад, концепція «ідей» Платона). 
Есенціалізм був суперечливим з самого початку. Платон у діалозі з Парменідом зображує Сократа, що ставить під сумнів це поняття, припускаючи, що якщо ми приймемо ідею, що кожна красива річ чи просто дія приймає суть, щоб бути красивою або справедливою.  У біології та інших природничих науках есенціалізм створив підґрунтя для систематики, принаймні до часів Чарльза Дарвіна;  Роль та значення есенціалізму в біології досі є предметом дискусій. Есенціалізм може бути особливо згубним, якщо застосовувати його до людей та їх ідентичності. У медичних науках це може призвести до переосмисленого погляду на особистість —  наприклад, припускаючи, що відмінності в гіпертонії в афроамериканських популяціях зумовлені расовими відмінностями, а не соціальними причинами, —  що призводить до хибних висновків та потенційно невірного лікування.  Взагалі вважаючи, що соціальні ідентичності, такі як етнічна приналежність, національність чи стать, є необхідними характеристиками людей, які визначають, хто вони, можуть призвести до небезпечних наслідків. Есенціалістське та редукційне мислення лежить в основі багатьох ненависних та ксенофобських ідеологій.
Термін есенція, що виник у схоластичній філософії. Похідний від «есенції» термін есенціалізм використовується щодо теорій, у яких стверджується наявність незмінних і вічних якостей речей, об'єднаних певною родовою характеристикою.
У філософії нового та новітнього часу есенціалістське наставлення зазнало значної критики з боку таких авторів як Маркс, Ніцше, Сартр і багатьох інших.

## У філософії
Сутність характеризує речовину або форму, в сенсі форм і ідей в платонівському ідеалізмі. Сутність є постійною, незмінною і вічною, і присутньою у всіх можливих світах. Класичний гуманізм має есенціалістську концепцію людського, що підтверджує поняття вічної і незмінної людської природи. Це критикували К'єркегор, Маркс, Хайдеггер, Сартр та багато інших мислителів екзистенції та матеріалізму .
У філософії Платона (зокрема, у Тимея і Філеба ), стверджувалося, що речі виникають під дією деміурга, який працює над формуванням хаосу в упорядкованні сутності. Багато визначень сутності зводяться до давньогрецького гіломорфного розуміння утворення речей. Згідно даного розуміння, будова та реальне існування будь-якої речі можна зрозуміти за аналогією з артефактом, виробленим майстром. Для майстра потрібні хил (деревина або дерево) та модель, план чи ідея на власний розсуд, згідно з якими дерево обробляється, щоб надати йому зазначений контур або форму (морфу)). Арістотель першим застосував терміни hyle і morphe. Згідно з його поясненням, усі сутності мають два аспекти: "матерію" і "форму". Це конкретна форма, яка накладається, надає деякій матерії її ідентичність —  її об’ємність або „якість” (тобто „що це таке”).
Платон був одним із перших есенціалістів, постулюючи концепцію ідеальних форм —  абстрактних сутностей, окремі об'єкти якої є лише факсиміле. Наприклад, ідеальна форма кола —  це ідеальне коло, те, що фізично неможливо виявити, проте кола, які ми малюємо, явно мають якесь спільне уявлення про ідеальну форму. Платон припустив, що ці ідеї вічні і значно перевершують свої прояви, і що ми розуміємо ці прояви у матеріальному світі, порівнюючи та пов'язуючи їх із відповідною ідеальною формою. Форми Платона розглядаються як патріархи есенціалістської догми просто тому, що вони є випадком того, що є невід'ємними і неконтекстуальними об'єктами абстрактними властивостями, що робить їх такими, якими вони є. 
Карл Поппер розділяє неоднозначний термін реалізм на есенціалізм та реалізм. Він використовує есенціалізм, коли має на увазі протилежність номіналізм, а реалізм лише на противагу ідеалізму. Наприклад, висловлювання "щеня —  це молода собака" слід читати справа наліво, як відповідь на питання "Як ми будемо називати маленьку собаку"; ніколи зліва направо як відповідь на питання "Що таке цуценя?" 

### Метафізичний есенціалізм
Есенціалізм у його найширшому розумінні —  це будь-яка філософія, яка визнає першість сутності. На відміну від екзистенціалізму, який ставить "буття" як фундаментальну реальність, до есенціалістської онтології слід підходити з метафізичної точки зору. Емпіричні знання розвиваються на основі досвіду реляційного всесвіту, компоненти та властивості якого визначаються та вимірюються з точки зору інтелектуально побудованих законів. Таким чином, для вченого реальність досліджується як еволюційна система різноманітних сутностей, порядок якої визначається принципом причинності.
Платон вважав, що Всесвіт є досконалим і що його недосконалості походять через обмежене сприйняття людиною. Для Платона існували дві реальності: "суттєва" або ідеальна і "сприймана". Арістотель (384–322 рр. до н.е.) застосовував термін сутність до того, що об’єднує речі в категорії і без чого вони не можуть бути членами цієї категорії (наприклад, раціональність є суттю людини; без раціональності істота не може бути людиною ). У своїй критиці філософії Арістотеля Бертран Расселл сказав, що його концепція сутності перенесла в метафізику те, що було лише словесною зручністю, і що воно переплутало властивості мови зі властивостями світу. Насправді "сутність" речі полягала у тих визначальних властивостях, без яких ми не могли б використовувати для цього назву. Хоча поняття сутності було "безнадійно заплутаним", воно стало частиною кожної філософії аж до сучасності. 
Єгипетський філософ Плотін (204-270 н.е.) привів ідеалізм в Римській імперії як неоплатонізм, а з ним поняття, що не тільки всі існуючі походять від «первинної сутності», але про те, що розум відіграє активну роль у формуванні або упорядкування об'єктів сприйняття, а не пасивне отримання емпіричних даних.
Можливо, найбільш чітке визначення цієї філософії запропонувала захисник прав сексуальних меншин Діана Фус, яка написала: "Есенціалізм найчастіше розуміється як віра в справжню сутність речей, незмінні та фіксовані властивості. Метафізичний есенціалізм є діаметрально протилежним екзистенційному реалізму, оскільки кінцеве існування є лише диференційованим зовнішнім виглядом, тоді як "остаточна реальність" вважається абсолютною сутністю.

## У психології
Існує різниця між метафізичним есенціалізмом та психологічним есенціалізмом, причому останній посилається не на фактичне твердження про світ, а на спосіб представлення сутностей у пізнаннях (Медін, 1989). Впливовою у цій галузі є Сьюзен Гельман, яка окреслила багато областей, в яких діти та дорослі тлумачать класи сутностей, особливо біологічних, в есенціалістських термінах —  тобто як би вони мали незмінну основну сутність, яка може бути використана для прогнозування неспостережуваних подібностей між членами цього класу. Цей причинно-наслідковий зв’язок є односпрямованим; спостережувана особливість суб’єкта господарювання не визначає основної сутності (Дар-Німрод і Гейне, 2011).

### У психології розвитку
Есенціалізм виявився важливим поняттям у психології, особливо в психології розвитку. Гельман і Кремер (1991) досліджували, наскільки діти від 4 до 7 років демонструють есенціалізм. Діти змогли виявити причину поведінки в живих та неживих предметах. Діти розуміли, що основні сутності передбачають спостережувану поведінку. Учасники могли правильно описати поведінку живих та неживих об'єктів в результаті впливу дорослих на дії об'єкта. Це біологічний спосіб представлення суттєвих ознак у пізнанні. Розуміння основного причинно-наслідкового механізму поведінки передбачає есенціалістське мислення (Рангель і Келлер, 2011). Діти молодшого віку не змогли визначити причинно-наслідкові механізми поведінки, тоді як старші змогли. Це говорить про те, що есенціалізм бере свій початок в когнітивному розвитку. Можна стверджувати, що відбувається зміна способу, яким діти представляють сутності, від нерозуміння причинного механізму сутності, що лежить в основі, до виявлення достатнього розуміння (Demoulin, Leyens & Yzerbyt, 2006).
Є чотири ключові критерії, які становлять есенціалістське мислення. Перший —  це згадані вище окремі причинно-наслідкові механізми (del Rio & Strasser, 2011). Другий —  це вроджений потенціал: припустимо, що об’єкт буде проходити по заздалегідь визначеному ходу розвитку (Кановський, 2007). Згідно з цим критерієм, сутності передбачають розвиток в суб’єктах, що відбуватиметься протягом усього його життя. Третій — незмінність (Holtz & Wagner, 2009). Незважаючи на зміну зовнішнього вигляду предмета, це не впливає на зміну його сутності. Помітні зміни в особливостях суб'єкта господарювання недостатньо помітні, щоб змінити його основні характеристики. Четвертий —  індуктивний потенціал (Birnbaum, Deeb, Segall, Ben-Aliyahu & Diesendruck, 2010). Це свідчить про те, що сутності можуть мати спільні риси, але суттєво відрізняються. Хоч би якими схожими були дві істоти, їх характеристики будуть, якнайбільше, подібними.
Наслідки психологічного есенціалізму численні. Встановлено, що упереджені особи підтримують виключно важливі способи мислення, припускаючи, що есенціалізм може породовжувати відторгнення серед соціальних груп (Morton, Hornsey & Postmes, 2009). Наприклад, есенціалізм національності був пов’язаний з антиміграційними установками (Rad & Ginges, 2018). У багатьох дослідженнях, проведених в Індії та США, Rad & Ginges (2018) показали, що на перший погляд, національність людини визначається при народженні, навіть якщо ця особа усиновлена та вихована сім'єю іншої національності в перший день і ніколи не дізнається про своє походження. Це може бути пов’язано з надмірним розширенням суттєво біологічного способу мислення, що випливає з когнітивного розвитку. Пол Блум з Єльського університету заявив, що "однією з найбільш захоплюючих ідей в когнітивній науці є теорія, згідно з якою люди за замовчуванням припускають, що речі, люди та події мають невидимі сутності, що роблять їх такими, якими вони є. Експериментальні психологи стверджували, що в основі лежить есенціалізм як розуміння фізичного та соціального світів, а також психологи розвитку та міжкультурного розвитку припустили, що воно є інстинктивним та універсальним. Ми природжені есенціалісти". Вчені припускають, що категорична природа есенціалістського мислення передбачає використання стереотипів і може бути націлена на застосування стереотипів (Bastian & Haslam, 2006).

## В етиці
Класичні есенціалісти стверджують, що деякі речі є абсолютно неправильними в абсолютному сенсі. Наприклад, вбивство порушує загальнолюдський, об’єктивний і природний моральний закон, а не лише вигідний, побудований соціально чи етично. Багато сучасних есенціалістів стверджують, що добро і зло —  це моральні межі, які будуються індивідуально; іншими словами, речі, які є етично правильними чи неправильними, є діями, які людина вважає корисними чи шкідливими відповідно.

## В біології
Одна з можливостей полягає в тому, що до того, як еволюція була розроблена як наукова теорія, існував есенціалістський погляд на біологію, який передбачав незмінність усіх видів протягом часу. Історик Мері П. Вінсор стверджувала, що біологи, такі як Луїс Агассіз у 19 столітті, вважали, що таксони, такі як вид та рід, були зафіксовані, відображаючи розум творця. Деякі релігійні противники еволюції продовжують дотримуватися цього погляду на біологію.
Однак нещодавні роботи істориків систематичної біології викликали сумнів у цій думці додарвінівських мислителів. Вінсор, Рон Амундсон та Стеффан Мюллер-Вілле стверджували, що схоже, так звана "історія есенціалізму" (або "міф") в біології є результатом поєднання поглядів, висловлених філософами від Арістотеля і до Джона Стюарта Мілля та Вільяма Уевелла в безпосередньо додарвінівський період, на біологічних прикладах із використанням термінів у біології, як видів. 

## Гендерний есенціалізм
У феміністської теорії і гендерних досліджень, гендерний есенціалізм є представленням основних есенцій для чоловіків і жінок — ця ідея, що чоловіки і жінки принципово відрізняються. Сутність жінок вважається універсальною і, як правило, ототожнюється з тими характеристиками, які розглядаються як особливо жіночі. Ці ідеї жіночності зазвичай біологізуються і часто зайняті такими психологічними характеристиками, як виховання, емпатія, підтримка та не конкурентоспроможність тощо. Теоретикиня-феміністка Елізабет Грос стверджує у своїй публікації 1995 р. Простір, час і збочення: есе про політику тіл, які потребують есенціалізму "передбачає переконання, що ті характеристики, що визначаються як жіноча сутність, є загальними для всіх жінок у будь-який час. Це передбачає обмеження варіацій та можливостей змін — це неможливо, щоб суб'єкт діяв у спосіб, що суперечить її сутності. Її суть лежить в основі всіх очевидних варіацій, що відрізняють жінок одна від одної. Таким чином, есенціалізм відноситься до існування фіксованої характеристики, заданих атрибутів та аісторичних функцій, що обмежують можливості змін і, отже, соціальної реорганізації". 
Починаючи з 1980-х років, деякі письменниці-феміністки висували есенціалістські теорії про стать та науку. Евелін Фокс Келлер, Сандра Хардінг, і Ненсі Туана стверджували, що сучасне наукове підприємство за своєю суттю є патріархальним і несумісним із жіночою природою. Інші феміністичні вчені, такі як Енн Хібнер Кобліц, Ленор Блюм, Мері Грей, Мері Бет Рускаї і Пніна Абір-Ам та Дорінда Оудрам критикували ці теорії за ігнорування різноманітного характеру наукових досліджень та величезних відмінностей у досвіді жінок у різних культурах та історичних періодах.

## В історіографії
Есенціалізм в історії як галузі дослідження передбачає розпізнавання та перелік основних культурних характеристик певної нації чи культури, у вірі, що народ чи культуру можна зрозуміти таким чином. Іноді такий есенціалізм призводить до тверджень про похвальну національну чи культурну ідентичність або до протилежності до засудження культури, заснованої на передбачуваних істотних характеристиках. Наприклад, Геродот стверджує, що єгипетська культура, по суті, є фемінізованою і має "м'якість", завдяки якій Єгипет легко завоювати. Наскільки Геродот був есенціалістом —  це предмет дискусій; йому також приписують, що не суттєво втілює концепцію афінської ідентичності, або відмінності між греками та персами, які є предметом його Історії. 
Есенціалізм діяв як в колоніалізмі, так і в критиці колоніалізму.
Постколоніальні теоретики, такі як Едвард Саїд, наполягали на тому, що есенціалізм був "визначальним режимом" "західної" історіографії та етнографії до XIX століття і навіть після того, як, на думку Тураджа Атабакі, проявився в історіографії Близького Сходу та Центральної Азії як Євроцентризм, надмірне узагальнення та редукціонізм. 
Більшість істориків відкидають есенціалізм, оскільки він "деісторизує процес соціальних і культурних змін" і схильний сприймати не західні суспільства як історично незмінні.